# مک‌آرتور، قلمرو پایتختی استرالیا
مک‌آرتور (به انگلیسی: Macarthur) یک حومه شهر در استرالیا است که در قلمرو پایتختی استرالیا واقع شده‌است.